# Липки (Московская область)
Липки — деревня в Одинцовском районе Московской области, в составе сельского поселения Ершовское. До 2006 года Липки входили в состав Аксиньинского сельского округа.
Деревня расположена на северо-западе района, в 7 км на северо-восток от Звенигорода, на речке Грачиха (правый приток Беляны), высота центра над уровнем моря 177 м.
В 2017 году в деревне Липки вместе с прилегающими коттеджными поселками находится более 150 домовладений, загородный отель, Первая московская гимназия, клуб любителей рыбалки с кафе, детская площадка, продовольственный магазин. В деревне числится 1 садовое товарищество.

## Население
| 2002 | 2006 | 2010 |
| ---- | ---- | ---- |
| 33   | →33  | ↗105 |

## История
Впервые в исторических документах деревня встречается в переписной книге 1678 года как вотчина дворцового дьяка Протасия Никифорова сельцо Липки, в котором был лишь барский двор и 12 холопов.
Усадьба Липки — не самая известная, но достаточно древняя усадьба Звенигородского уезда. Расцвет дворянских усадеб приходится на конец XVIII-первую половину XIX века, Именно тогда усадьбы распространились на всю европейскую часть России, за исключением лишь самых северных территорий. Владельцы усадеб не всегда были их постоянными обитателями и большую часть зимнего времени проводили в городах.
Однако Липки могли быть исключением из этого правила, поскольку на протяжении нескольких десятилетий усадьбой владел надворный советник и кавалер ордена равноапостольного князя Владимира 4-й степени Василий Иванович Перхуров, который по роду своей деятельности должен был присутствовать в Звенигороде почти круглый год.
В. И. Перхуров “из дворян” в 1776-м году поступил кадетом в 5-й Оренбургский мушкетерский батальон. В 1789-м стал поручиком, в 1793 году произведен в капитаны.
Однако военная карьера привлекала его недолго: в 1795 году он покидает армию и становится заседателем Звенигородского уездного суда. На следующий год, по случаю коронации Павла I, он был пожалован в коллежские асессоры, а в 1810 году становится надворным советником.
Помещик Липок имел грамоту Московского дворянского депутатского собрания, свидетельствовавшую, что он сам и весь его род внесены в Дворянскую родословную книгу Московской губернии.
По Экономическим примечаниям 1800 года имелся деревянный двухэтажный господский дом со службам, 7 дворов, 19 душ мужского и 24 женского пола.
Жители селения, исключительно православные по своему вероисповеданию, состояли в приходе Никольской церкви села Аксиньина отстоявшей от Липок в четырех верстах.
На 1852 год в сельце числилось 6 дворов и 70 жителей.
Статистика 1890 года отмечала в Липках 69 жителей, а владельцем местной усадьбы был в ту пору звенигородский купец  Дуфнер Павел Мартынович (1833-1900). В 1863 году Дуфнер П. М.   учредил и стал первым председателем Вспомогательного общества купеческих приказчиков в Москве. 
В ознаменование заслуг он был похоронен на кладбище Саввино-Сторожевского монастыря.
В начале XX века владелица имения Липки его невестка Ольга Николаевна Дуфнер.
По Всесоюзной переписи 17 декабря 1926 года числилось 18 хозяйств и 91 житель, была школа первой ступени, по переписи 1989 года — 26 хозяйств и 36 жителей.
Книга «Одинцовская земля» сообщает о том, что представляли собой Липки в конце XX века: «В 1986 году в деревне было 26 домов, 36 постоянных жителей».
В ноябре-декабре 1941 года в деревне Липки проходила линия фронта - последняя линия обороны Москвы, деревня была занята немецко-фашистскими войсками, в жилом доме они устроили штаб. Ожесточённые кровопролитные бои в лесу между деревнями Липки и Ларюшино вёл 449-й СП (командир полка подполковник И.Ф. Савинов). Полк сдерживал яростно наступавшего врага в районе Аксиньино, Козино и Ларюшино, не давая ему прорвать оборону и выйти к Николиной Горе. Утром, 3 декабря, несмотря на сильный мороз, наши войска перешли в наступление. Понеся большие потери, 7 декабря противник покинул деревню Липки, отойдя до линии Козино-Супонево-Ершово, и перешёл к обороне.
В местном лесу — остатки фортификационных сооружений: блиндажи, окопы и траншеи, которые до сих пор скрывают тела погибших советских солдат, на окраине деревни обнаружены обломки сбитого самолёта — пикирующего бомбардировщика Пе-2.
Из спецсообщения начальнику УНКВД Москвы и МО : «Деревня Липки: было 13 домов, в н[астоящее] время осталось 3 дома в полуразрушенном виде, для жилья непригодны, остальные дома при отступлении немцы сожгли. В деревне осталась проживать гр. Федулова У.С. с тремя малолетними детьми, остальное население немцы угнали к себе в тыл. С ее слов видно, что весь скот, птицу, домашние вещи немцы у населения отобрали, забрали с собой».
В центре деревни, а также в лесу, где происходили ожесточённые бои, установлены памятники погибшим советским воинам.
В мае 2022 года при обследовании леса между деревнями Липки и Синьково Поисковым отрядом «Вымпел» были обнаружены останки погибшего в 1941 г. воина РККА. 
Администрацией Одинцовского городского округа с учетом мнения жителей д. Липки было принято решение о захоронении останков неизвестного солдата. Оно состоялось 31.08.2022 рядом с Памятником-обелиском погибшим землякам, установленным в 1968 г. в деревне Липки (авторы памятника Башмаков В.В. и Земнухов В.В.).